# Schliesst die Grudt!

Schliesst die Grudt! (Fermez le tombeau !), BWV Anh. 16, est une cantate sacrée de Johann Sebastian Bach destinée à célébrer les obsèques de Hedwig Eleonora, duchesse de Saxe-Mersebourg. Elle fut jouée à Leipzig le mercredi 9 novembre 1735. Le livret, de Balthasar Hoffmann, est passé à la postérité mais pas la partition.

## Sources
- (en) Cantate BWV Anh. 16 sur Bach-cantatas.com
- Gilles Cantagrel, Les cantates de J.-S. Bach, Paris, Fayard, mars 2010, 1665 p.  (ISBN 978-2-213-64434-9)